# Ageratina
Ageratina (агератина, аґератина) — рід квіткових рослин з родини айстрових.

## Опис
| |
| Ageratina adenophora (як Eupatorium glandulosum) в журналі «Curtis's Botanical Magazine» v.133 [ser.4:v.3] (1907) |

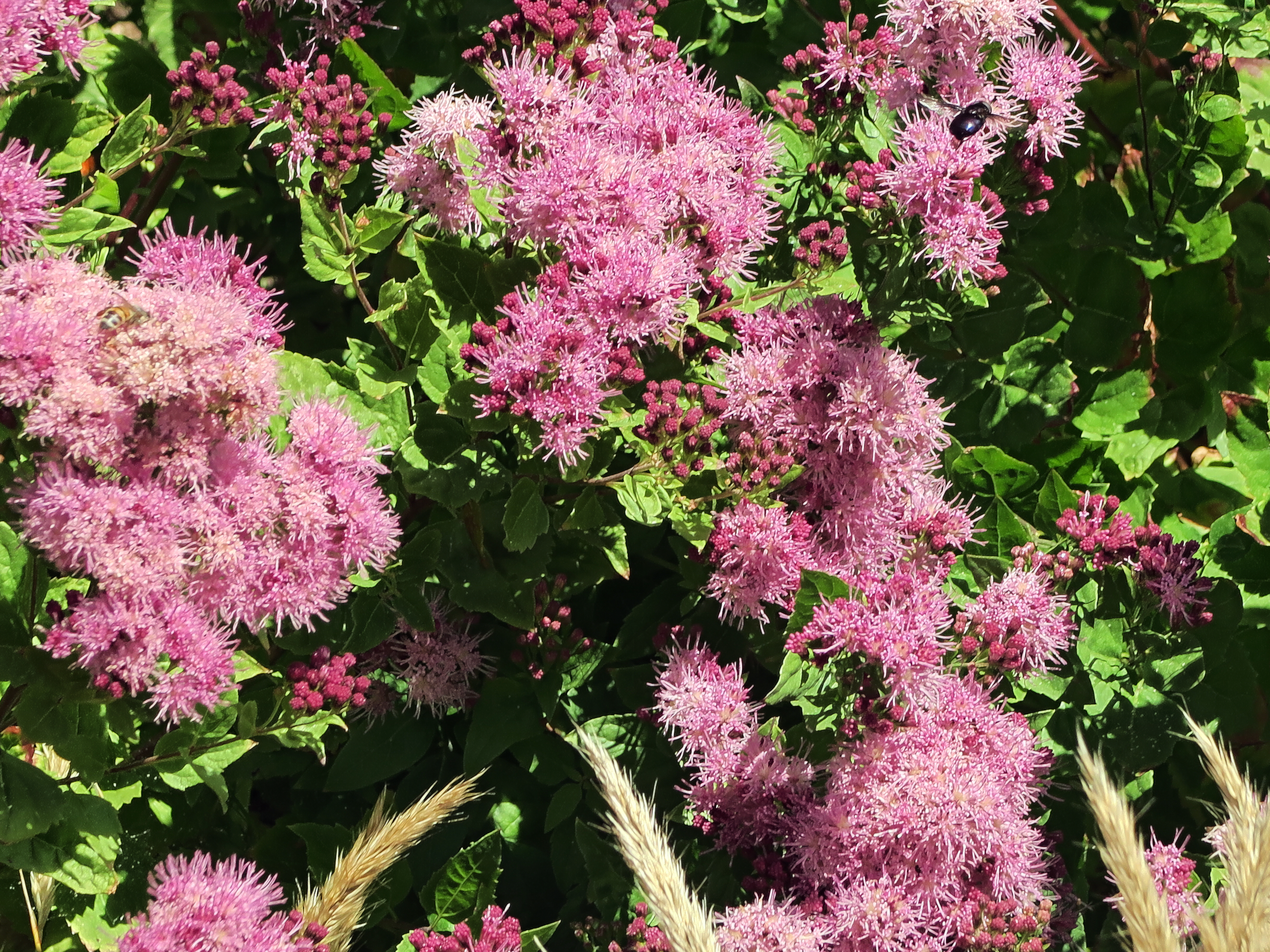
Ageratina occidentalis

Кущі або багаторічні трави, зазвичай прямостоячі. Листя зазвичай супротивні; лопать від вузькоеліптичної до дельтастої, переважно зубчаста, лопатева, зазубрена. Головка від пухкої до густо щиткоподібної. Філяріїв близько 30, 2- або 3-рядні. Приймочка зазвичай злегка опукла, гола або з дрібними розкиданими волосками. Квіток 10-60, часто з солодким запахом; віночки білі або лавандові, зазвичай з тонкою базальною трубкою і дзвоникоподібним відгином (у Ageratina subg. ageratina і Ageratina subg. klattiella), інші вузьковоронкоподібні; частки помітно довші ніж широкі, зовнішня поверхня гладка, гола або залозиста, зазвичай з волосками (у Ageratina subg. ageratina), внутрішня поверхня щільнососочкова; антероподій циліндричний, зазвичай подовжений; пиляковий придаток великий, яйцевидно-довгастий, довший ніж широкий. Сім'янки призматичні або веретеноподібні, зазвичай 5-ребристі, щетинчасті або залозисті або обох видів; карпоподій чіткий (циліндричний у Ageratina subg. ageratina; в інших округлий або ширококоркоподібний).

## Поширення
Представники роду зустрічаються в тропіках і субтропіках Нового Світу; один вид (інтродукований) у Китаї.

## Систематика
Кінг і Робінсон вперше запропонували внутрішньородовий поділ, визнаючи чотири підроди, пізніше виділивши Ageratina subg. pachythamnus до загального статусу. Згодом вони визнали ще два підроди. Повний список видів у п'яти підродах надали Кінг і Робінсон.

## Види
За даними спільного енциклопедичний інтернет-проєкт із систематики сучасних рослин Королівських ботанічних садів у К'ю і Міссурійського ботанічного саду «The Plant List» рід містить 334 прийнятих види (докладніше див. список видів роду Ageratina ).